# 難波葱
難波葱（なんばねぎ）は、ネギの一種。なにわの伝統野菜。
一時は生産量が減少、市場から姿を消したが、伝統野菜として再評価され復活する。

## 歴史
大阪の在来ネギは古くから存在する。
口碑によると、和銅4年（西暦711年）頃紀伊郡深草村字福稲（現・京都市伏見区深草）に伏見稲荷大社が創建されたが、この時期に浪波から移入したネギが九条葱の祖先である。
また、大阪城落城（1614年大坂冬の陣、1615年大阪夏の陣）の際、関東地方に移住した人たちが伝えたネギが千住葱のルーツである。江戸の砂村（現・江東区砂町）で栽培したものが砂町葱、砂町葱を足立区千住で栽培したものが千住葱である。
（今の地名でいうと）大阪府で難波葱が盛んに栽培されるようになるのは江戸時代である。
1885年、阪堺鉄道（南海電気鉄道の前身）が南海なんば駅を開業した時も、その周囲には50町（4960アール）のネギ畑が広がり、「葱の海」と呼ばれるほどだった。
戦後になって、強いぬめりのため機械で切るのが難しく、市場関係者から敬遠され生産量は減少していった。生産性向上のため新しい品種に交代したことや宅地化の進行も理由に挙げられる。
2000年前後には市場から姿を消す。
2010年、有志らが「難波葱の会」を結成、料理人に頼んでメニューに加えてもらったり、PRイベントを開いたりと地道な取り組みを重ねる。
2017年3月、大阪府の制度にもとづき「なにわの伝統野菜」として認証される。なお、難波葱は、大阪市の「大阪市なにわの伝統野菜」としても認証を受けている。
2018年1月20日から1月28日にかけて、難波葱を新たな特産品としてPRするため大阪府各地で「難波葱フェスタ」が開催された。難波葱の販売などのほか、河内音頭で祝う「難波葱なにわ伝統野菜認証祝賀会」も行われた。
2019年現在、大阪府松原市などを中心に約50人が約180アール（大阪府確認分）で栽培している。
なお、「難波葱」はカモ肉とネギを使った鴨なんば（鴨南蛮）の語源であるという説もある。

## 特徴
分蘖（ぶんけつ。根本付近からひこばえにより株分かれすること）が多い。つぼみの発生数も多く、地面付近の皮の部分が赤色に着色する個体がある。
強い甘みと香り、「ぬめり」が特徴。食感が柔らかいことから、火を通す鍋料理などに最適。また一般的な青葱より根をしっかり張るため、根っこを調理した料理も楽しめる。
収穫期は11月～4月中旬の葱坊主ができだすまでの間。特に美味しいとされるのが、春先に雨が降って葱が水分を含む3月頃。甘みも一般的な青葱と比較すると段違いで、旬の時期には糖度が10度を超えることもある。これはフルーツトマトを凌ぐほどの甘みである。
元タウン紙編集長で「難波葱の会」事務局長の難波りんごは、「炊いても焼いても、甘みがあるのでたっぷり食べられる。すき焼きやぬた和えなど、どんな料理でも使える万能さがいい」とコメントする。普通のねぎなら捨ててしまう根を含む「一番下の部分」にかたくり粉を付けて油で揚げるのがおすすめとのこと。